# Eparchia samarska
Eparchia samarska – eparchia Rosyjskiego Kościoła Prawosławnego z siedzibą w Samarze. Wchodzi w skład metropolii samarskiej.

## Historia
Eparchia została powołana decyzją Świętego Synodu z 5 grudnia 1849, poprzez wyodrębnienie z eparchii saratowskiej i carycyńskiej. 31 grudnia 1850 jej ostateczne granice zostały ustalone jako pokrywające się z obszarem guberni samarskiej. Od 1 stycznia 1851 eparchia nosiła nazwę samarskiej i stawropolskiej.
W latach 30. eparchia została przemianowana na kujbyszewską i syzrańską. Do dawnej nazwy powróciła w 1990, kiedy miasto Kujbyszew na nowo przyjęło nazwę Samara. W 2015 było w niej czynnych 191 parafii i 10 monasterów.
W 2017 z eparchii wydzielono nową administraturę – eparchię syzrańską, a w 2019 z tych dwóch eparchii – eparchię togliattińską.

## Biskupi eparchii i lata pełnienia godności
- Euzebiusz (Orlinski) (1850–1856)
- Teofil (Nadieżdin) (1856–1865)
- Gerazym (Dobrosierdow) (1865–1877)
- Serafin (Protpopow) (1877–1891)
- Włodzimierz (Bogojawleński) (1891–1892)
- Guriasz (Burtasowski) (1892–1904)
- Konstantyn (Bułyczow) (1904–1911)
- Symeon (Pokrowski) (1911–1913)
- Pitirim (Oknow) (1913–1914)
- Michał (Bogdanow) (1914–1919)
- Filaret (Nikolski) (1919–1921)
- Anatol (Hrysiuk) (1922–1928, w 1924 aresztowany, de facto przestał pełnić swoje obowiązki)
- Sergiusz (Zwieriew) (1924–1925), zastępował biskupa Anatola
- Aleksander (Trapicyn) (1928–1933)
- Piotr (Rudniew) (1933–1935)
- Ireneusz (Szulmin) (1935–1937) aresztowany, przez 4 lata eparchia nie miała zwierzchnika
- Andrzej (Komarow) (1941)
- Pitirim (Swiridow) (1941–1942)
- Aleksy (Palicyn) (1942–1952)
- Hieronim (Zacharow) (1952–1956)
- Mitrofan (Gutowski) (1956–1959)
- Palladiusz (Szerstiennikow) (1959–1960), locum tenens
- Manuel (Lemieszewski) (1960–1965)
- Jan (Snyczow) (1965–1990)
- Euzebiusz (Sawwin) (1990–1993)
- Sergiusz (Polotkin) (1993-2025)
- Teodozjusz (Czaszczin), od 2025[4]

## Monastery
- monaster Ikony Matki Bożej „Władająca” w Samarze – męski
- monaster św. Sergiusza z Radoneża w Samarze – męski
- monaster Zmartwychwstania Pańskiego w Samarze – męski
- monaster Iwerskiej Ikony Matki Bożej w Samarze – żeński
  - monaster Ikony Matki Bożej „Znak” w Samarze (filialny)
- monaster Świętego Krzyża w Podgorach – męski
- monaster św. Eliasza w Podgorach – żeński
- monaster Kazańskiej Ikony Matki Bożej w Winnowce – męski; na terenie eparchii togliattińskiej[3]